# Rynek Starego Miasta w Brunszwiku

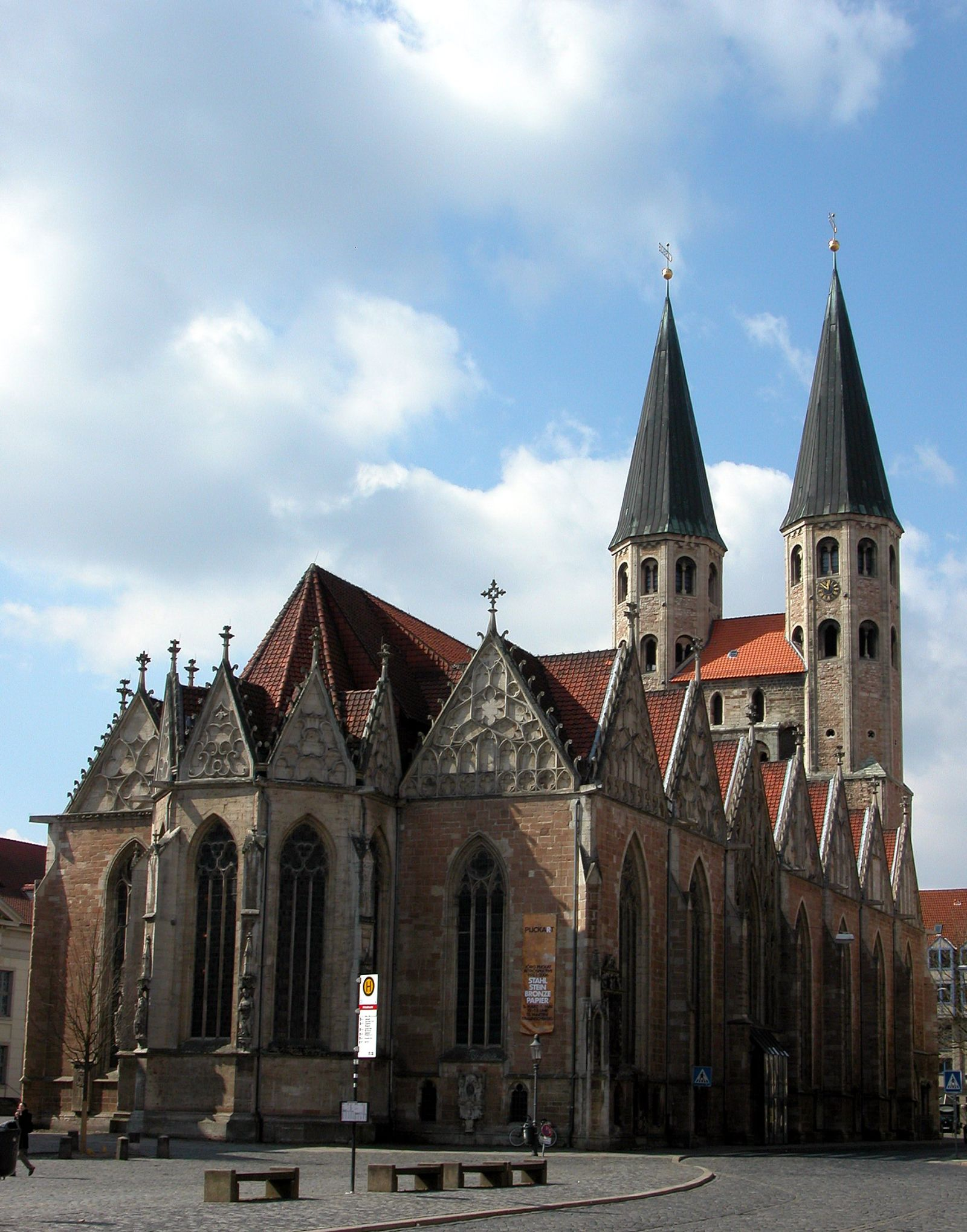
Kościół św. Marcina

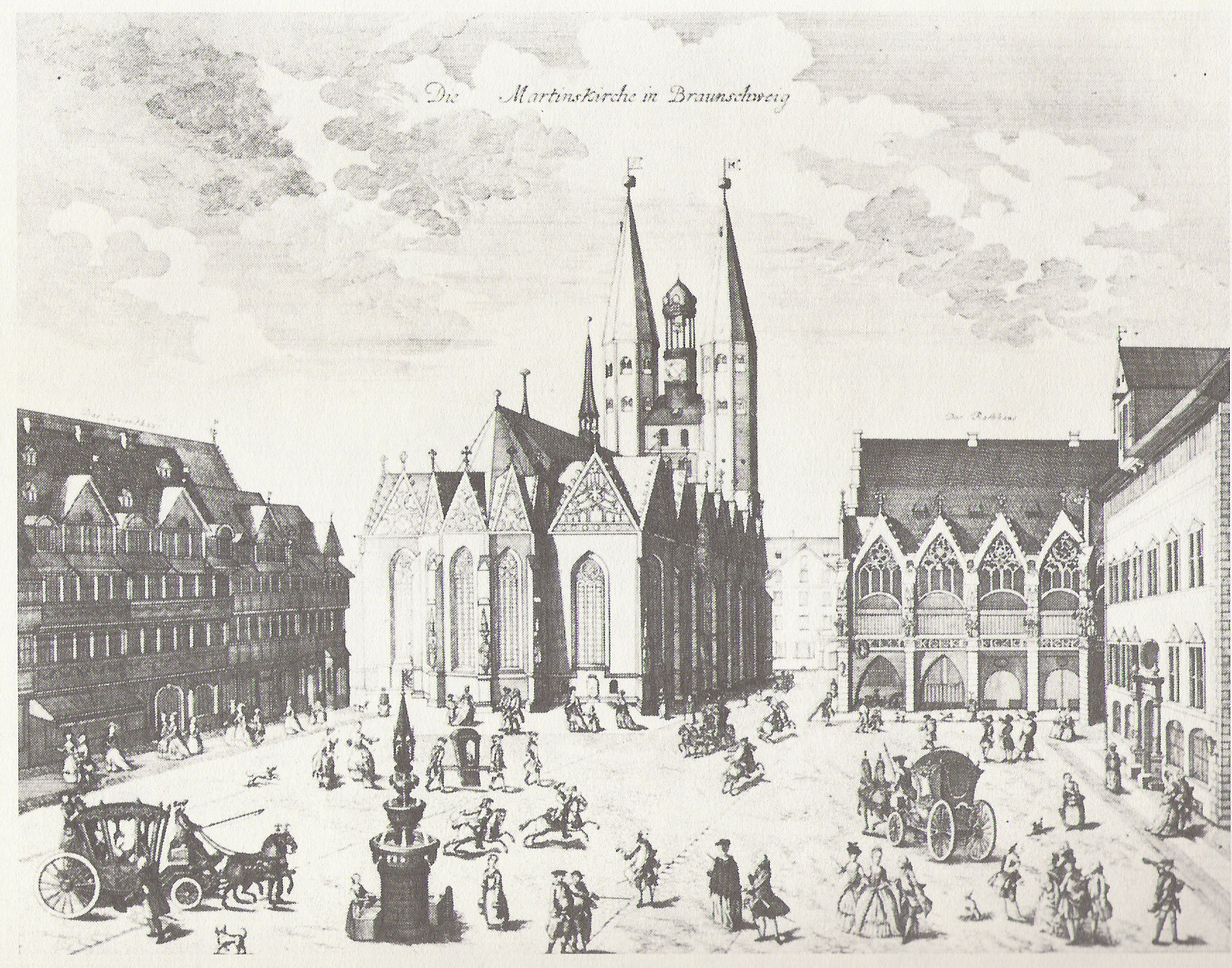
Rynek Starego Miasta, grafika z ok. 1850 r.

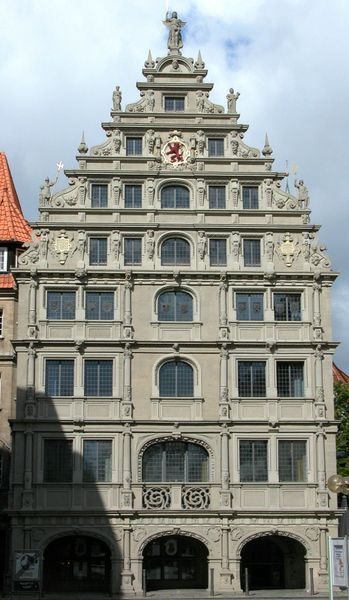
Południowa elewacja Sukiennic

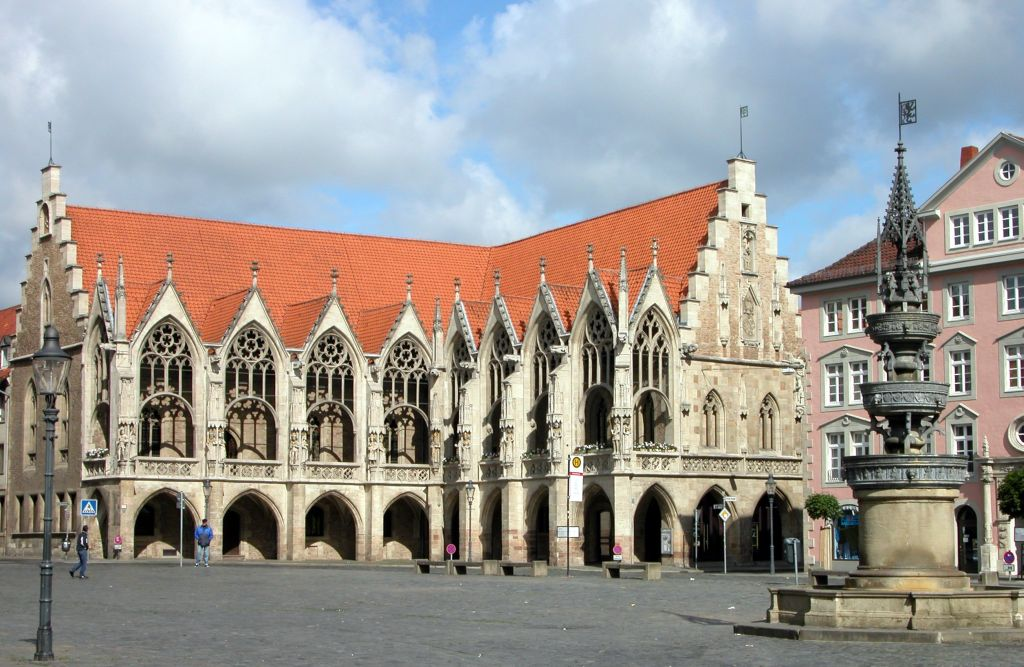
Ratusz Starego Miasta i Fontanna Marii

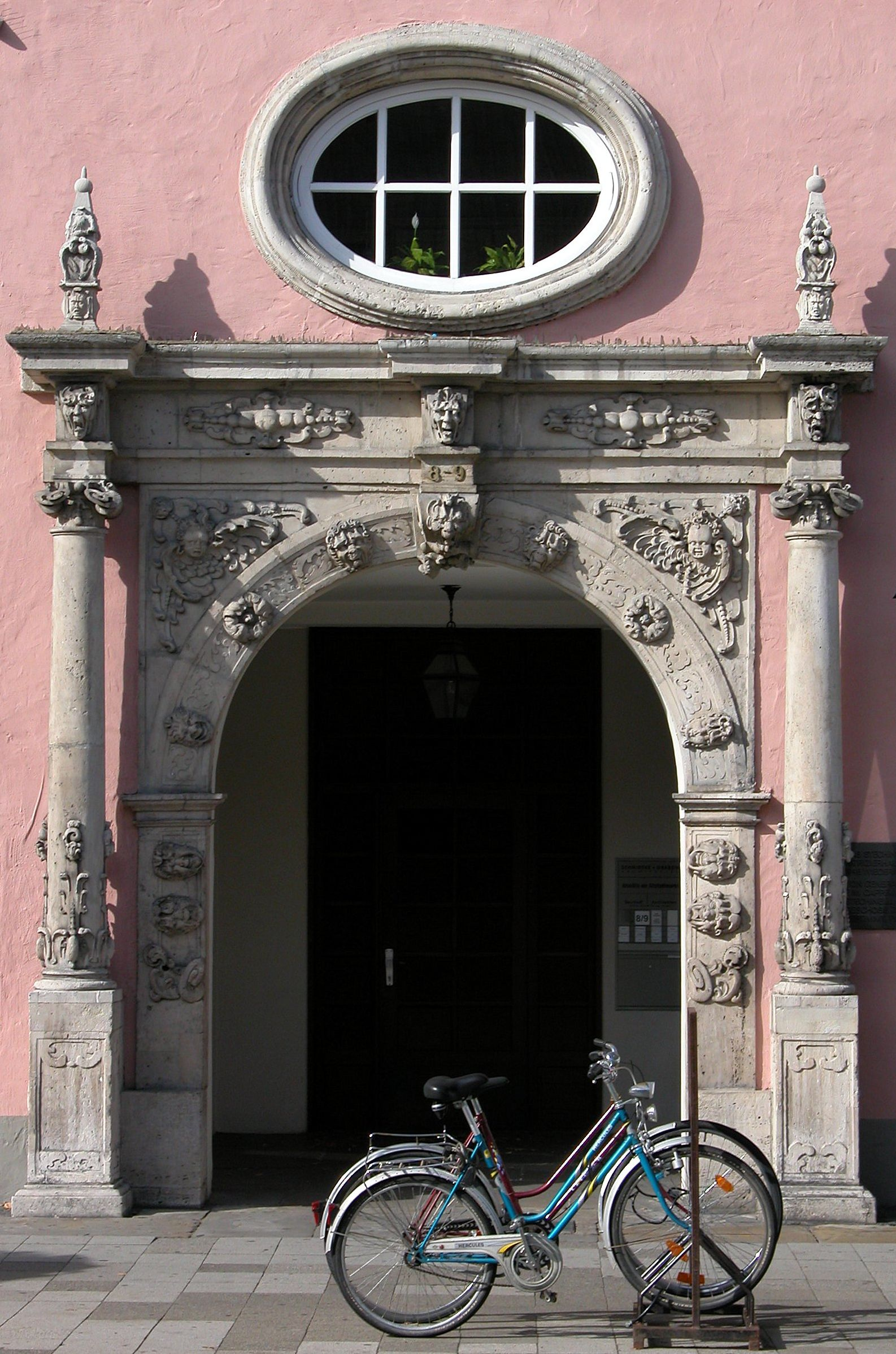
Portal do kamienicy Stechinnelli

Rynek Starego Miasta (Altstadtmarkt) – historyczny plac na terenie brunszwickiego Starego Miasta (Altstadt). Jeden z ważniejszych zespołów zabytkowych w mieście.
Stare Miasto (Altstadt) zajmuje zachodnią część historycznego Brunszwiku. W centrum powstał prostokątny rynek, znany już w XII w. Znany później ze śródeł jako forum Brunswicense (1206), de market in der oldenstat (1268). Przez całe średniowiecze Stare Miasto było centrum brunszwickiego mieszczaństwa, które stanowiło opozycję dla księcia, który rezydował na wyspie na rzece Oker w rezydencji zamkowej. Rynek stał się centrum handlowym tej części miasta. Podczas ostatniej wojny zabudowa rynku uległa poważnym zniszczeniom. Odbudowa przywróciła jej dawną świetność.

## Zabudowa Rynku Starego Miasta
|                                         | Dom Stechinelli (Stechinelli-Haus) |                           |  |  |
| Ratusz Starego Miasta (Altstadtrathaus) |                                    | Dom Pod Siedmioma Wieżami |  |  |
|                                         |                                    |                           |  |  |
| Kościół św. Marcina                     |                                    |                           |  |  |
|                                         |                                    |                           |  |  |
|                                         | Sukiennice (Gewandhaus)            |                           |  |  |

- Płyta placu:
  - Fontanna Marii (Marienbrunnen) – z 1408 wykonana z brązu w formie piętrowej struktury zwieńczonej wieżą z figurą Marii. Płaskorzeźbione misy posiadają reliefy z wizerunkami świętych.
- Pierzeja zachodnia:
  - Ratusz – gotycki, z XIV w. z bogata dekoracją rzeźbiarską m.in. cykl figur władców niemieckich z ich małżonkami (od Henryka I do Ottona I Dziecię – księcia Brunszwiku i Lüneburgu. Obecnie oddział Muzeum Miejskiego (Städtisches Museum) z cennymi zbiorami średniowiecznego rzemiosła artystycznego.
  - Kościół Świętego Marcina – romańsko-gotycki z XII w, gruntownie rozbudowany w XIV wieku. Wewnątrz m.in. barokowy ołtarz główny dzieło Antona Detleva Jennera z pocz XVIII w., organy z XVIII w, manierystyczna ambona z pocz. XVII w. W przykościelnej kaplicy Św. Anny z gotycką dekoracją rzeźbiarską późnogotyckie stalle i manierystyczna chrzcielnica. Na zewnątrz liczne gotyckie rzeźby tworzące cykle figuralne (m.in. figury biskupów, apostołów, oraz panien mądrych i panien głupich) Portale: zachodni romański z XII w i dwa południowe, gotyckie z tympanonami przedstawiającymi Agnus Dei i zaśnięcie NMP.
- Pierzeja południowa
  - Sukiennice – podłużna budowla mieszcząca dawniej kramy handlowe, zbudowane w XIV w. w stylu gotyckim, z późniejszymi dobudówkami i fasadą wschodnią o bogatej dekoracji rzeźbiarskiej w stylu niderlandzkiego manieryzmu.
- Pierzeja północna
  - Dom Stechinnelli (Stechinelli-Haus) – wczesnobarokowy z ozdobnym portalem wejściowym.
  - Dom pod Siedmioma Wieżami (Haus zu den sieben Türmen) – znany od 1207 obecny późnobarokowy, dzieło Hermanna Korba z 1708.